# Gert Vande Broek
Gert Vande Broek, född 28 februari 1967, är en belgisk volleybolltränare. Han har varit förbundskapten för Belgiens damlandslag sedan 2008 och var mellan 1994 och 2019 tränare för Asterix Kieldrecht/Asterix Avo Beveren. Båda uppdragen har varit framgångsrika. Hans tid som förbundskapten har sammanfallit med den tid då landslaget nått sina största framgångar, med t.ex. brons vid EM 2013. Under tiden som tränare för Asterix blev laget belgiska mästare och cupmästare ett stort antal gånger samt vann Top Teams Cup 2000/2001. Förutom sina tränaruppdrag är han även professor vid Katholieke Universiteit Leuven, där han tidigare också doktorerat i biomekanik.
Volley Vlaanderens disciplinnämnde stängde 2023 av Vande Broek från sitt uppdrag under på grund av maktmissbruk